# 佩諾山

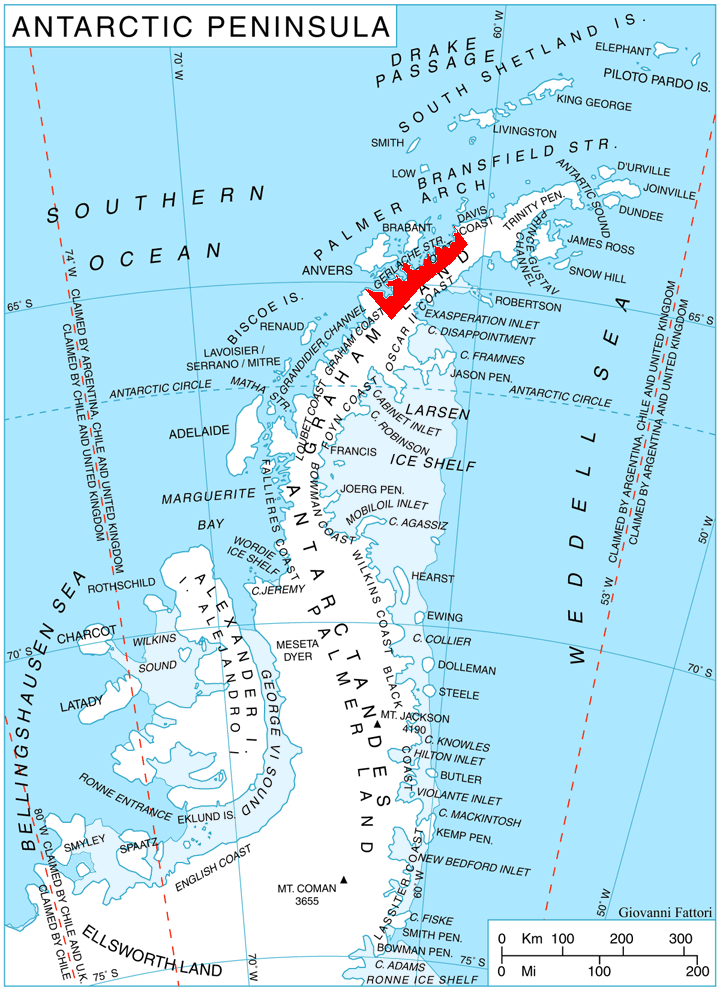

佩諾山是南極洲的山峰，位於葛拉漢地的恰夫達爾半島東部，海拔高度1,050米，東北面是薩莫迪瓦冰川，西北面是通巴冰蓋，以法國的飛機設計師命名。

## 外部連結
- SCAR Composite Gazetteer of Antarctica（页面存档备份，存于）.

64°6′S 60°52′W / 64.100°S 60.867°W